# Wysocki (Nowe Borza)
Wysocki – część wsi Nowe Borza w Polsce, położona w województwie mazowieckim, w powiecie pułtuskim, w gminie Gzy.
W latach 1975–1998 Wysocki administracyjnie należał do województwa ciechanowskiego.